# Milesianos (Irlanda)

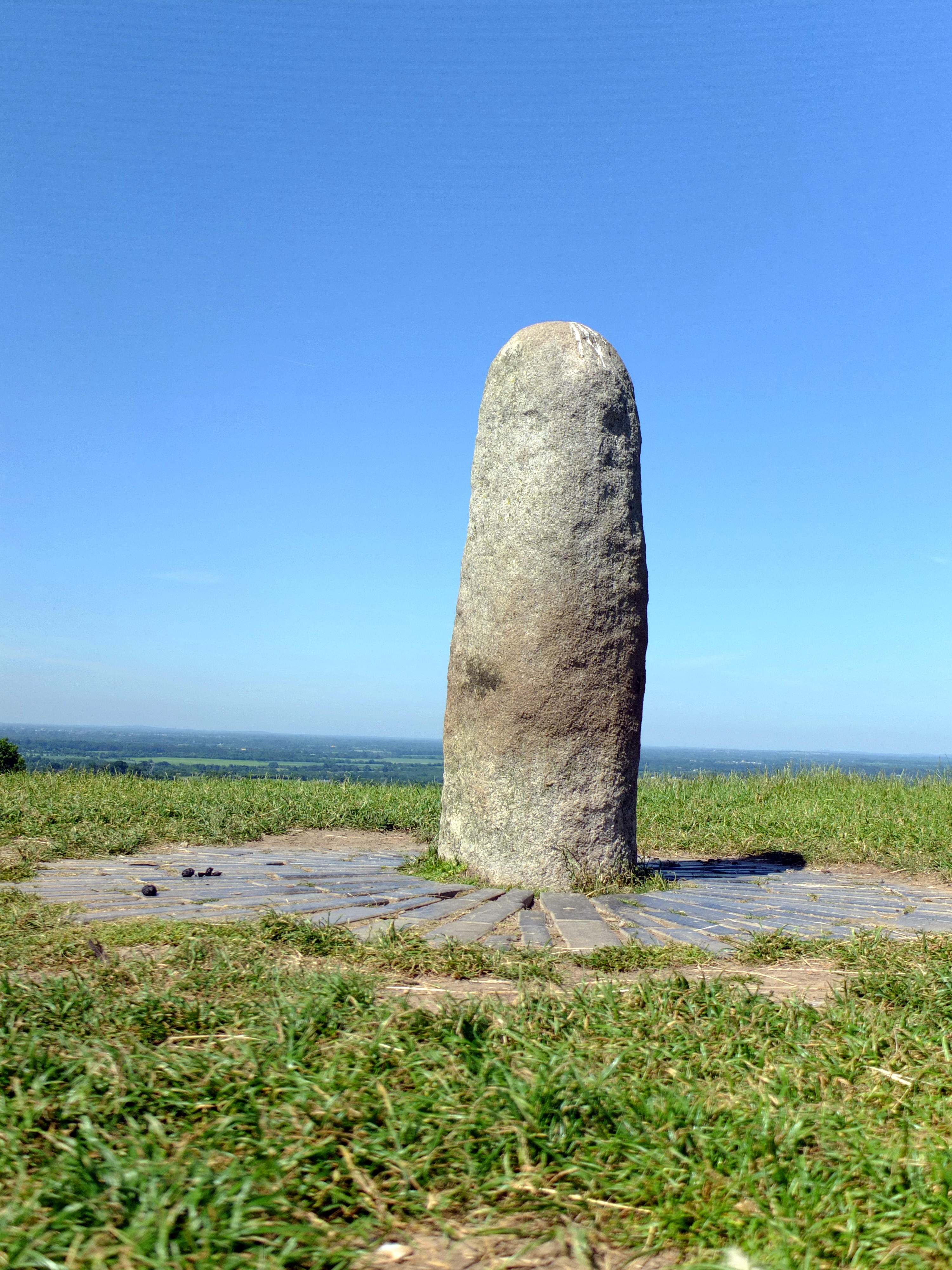
A Pedra do Destino. Local da contenda entre os Milesianos e os Tuatha Dé Danann

Os milesianos foram um povo da mitologia irlandesa. Eram os descendentes de Míle Espáine, segundo o Lebor Gabála, foram o último povo a colonizar a Irlanda em suas eras míticas, acredita-se que os milesianos sejam, na realidade, os celtas gaélicos.

## Mito
O Lebor Gabála (Livro das Invasões — escrito provavelmente na segunda metade do século XI, por monges cristãos) descreve a origem do povo gaélico. Conta-se que descendem de Catelo (Goídel Glas), um cita que supostamente esteve presente na Queda da Torre de Babel, e de Scota, a filha do Faraó Cingri, um nome encontrado apenas nas lendas irlandesas, cujo avô foi Fénius Farsaid.
Descendentes destes dois ramos que vieram respectivamente do Egito e da Cítia na época do Êxodo de Moisés, e, após vagar por um tempo pelas margens do Mediterrâneo (formando assentamentos na região de Mileto e Messina), chegaram à Península Ibérica, onde se estabeleceram após várias batalhas. Um deles, Breogán, construiu uma torre em um lugar chamado Brigantia (geralmente identificada com a Torre de Hércules), na atual Corunha, na Galiza, e deu origem a um povo celta, os brigantes. Brigantia tornou-se a cidade de Brigâncio durante a ocupação romana. Breogán e seu filho Ith puderam ver pela primeira vez a Ilha da Irlanda a partir do topo da torre.
Ith organizou a primeira expedição para a Irlanda, mas foi morto pelos três reis da Irlanda, Mac Cuill, Mac Cecht, e Mac Gréine dos Tuatha Dé Danann. Como vingança os oito filhos do irmão de Íth, Míle Espáine (do latim: "Soldado da Hispânia", cujo nome foi posteriormente pseudo-latinizado para Milesius), liderou uma força de invasão para derrotar o Tuatha Dé e conquistar a Irlanda.[carece de fontes?]
Os filhos de Milesius, os milesianos, desembarcaram no Condado de Kerry e abriram caminho para a Colina de Tara. No caminho, as esposas dos três reis, Ériu, Banba e Fódla solicitaram que dessem seus nomes para a ilha. Afirma-se que Ériu é a forma mais antiga para o moderno Éire, e Banba e Fódla eram frequentemente usados como nomes poéticos para a Irlanda, tanto quanto Álbion é utilizado para se referir a Grã-Bretanha.[carece de fontes?]
Em Tara, os filhos de Míle encontraram os três reis, e estes lançaram um desafio aos invasores. Deveriam dar uma trégua de três dias, durante a qual retornariam a seus navios e navegariam até uma distância de nove ondas da costa, e, findado o prazo, caso conseguissem atracar novamente, seriam os novos regentes da Irlanda. Os milesianos aceitaram o desafio e colocaram seus navios na distancia acordada, os Tuatha Dé então fizeram um feitiço que evocou uma grande tempestade que impediria atracarem de volta à terra. No entanto,  Amergin pôde acalmar a tempestade recitando um encantamento. Cinco dos filhos de Míle morreram afogados. Os sobreviventes, Eber Finn, Érimón e Amergin, o Poeta, voltaram à terra e tomaram a ilha. Amergin dividiu a ilha entre Érimón, que governou o norte, e Eber Finn, o sul.

## Legado
Os estudiosos modernos acreditam que a lenda dos milesianos é uma invenção dos escritores cristãos medievais e foi inspirado pelo seu conhecimento dos sete livros da História contra os pagãos, escrito por volta do século V pelo clérigo galécio Paulo Orósio.
Durante séculos, o mito de Míle Espáine e dos milesianos foi utilizado na Irlanda garantir a legitimidade dinástica e política. Por exemplo, em seus dois volumes da História da Irlanda (1571), Edmundo Campion tentou usar o mito para estabelecer o direito do monarca britânico governar a Irlanda. Em sua obra A View of the Present State of Ireland ("Uma Visão sobre o Estado Atual da Irlanda"), Edmund Spenser aceitou e rejeitou várias partes do mito tanto para denegrir os irlandeses como para justificar a colonização inglesa da Irlanda no auge da Guerra Anglo-Espanhola em 1590.
O mito foi citado durante a disputa dos bardos, que durou de 1616 a 1624. Durante este período, os poetas do norte e do sul da ilha exaltavam os méritos das dinastias que lhes patrocinavam, e atacavam as dinastias adversárias.
A obra de Geoffrey Keating, Foras Feasa ar Éirinn (1634) se utilizou do mito para promover a legitimidade dos Stuart em pretensão de autoridade real na Irlanda, algo relacionado com a origem da Lia Fáil (Pedra do Destino) na Colina de Tara e procurando demonstrar que Charles I era descendente de Breogán.